# Wola Zdakowska
Wola Zdakowska is een dorp in de Poolse woiwodschap Subkarpaten. De plaats maakt deel uit van de gemeente Gawłuszowice en telt ok 600 inwoners.